# Église Saint-Pierre de Saint-Gein
L'église Saint-Pierre de Saint-Gein est un lieu de culte catholique construit aux alentours du XIVe siècle, dans le village de Saint-Gein, dans les Landes, en France. Elle se situe sur la place du village, non loin de la D934. 

## Présentation

### Origines
Datant peut-être du XIVe siècle, cette église a subi des modifications vers l'an 1871 où elle fut exhaussée et voûtée. Elle est dédiée à saint Pierre.

### Description
À l'entrée se trouve un porche en forme rectangulaire. L’église n'a qu'une nef avec deux chapelles latérales dédiées au Sacré-Cœur et à la Vierge Marie. Un grand retable en bois doré couvre tout le fond du sanctuaire. Il se compose d'une boiserie peinte aux ornements divers. De chaque côté se trouvent des statues qui produisent un certain effet : saint Pierre et saint Paul, la Vierge Marie et l'ange Gabriel. Quatre colonnes torses, autour desquelles s'enroulent des branches de vigne, complètent l'ensemble. Le retable date peut-être du XVIIe ou XVIIIe, la datation semble difficile.
Les portails en bois sculptés dans la masse semblent curieux. La statue de Notre Dame a parcouru les paroisses de la région d'Aire et de Villeneuve de Marsan en mai 1945 en des processions mémorables. Elle a figuré à l'exposition d'Art sacré de Dax en 1955.

## Galerie

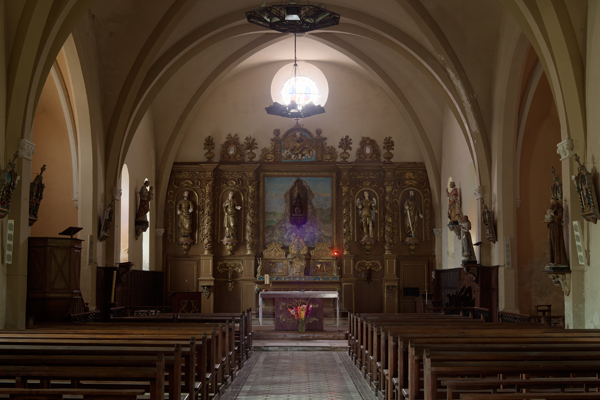
Retable
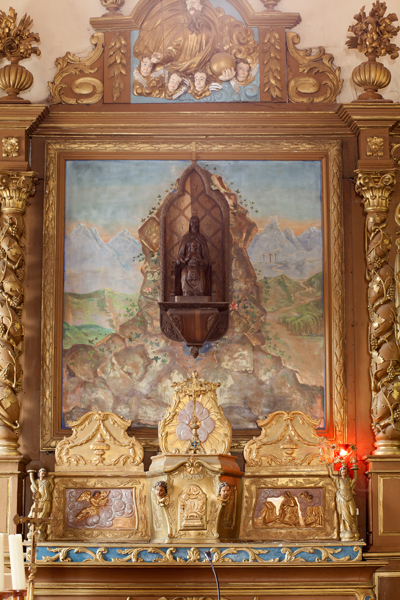
détail central du retable
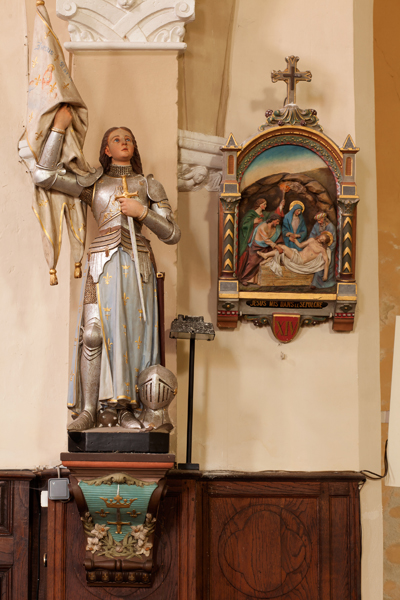
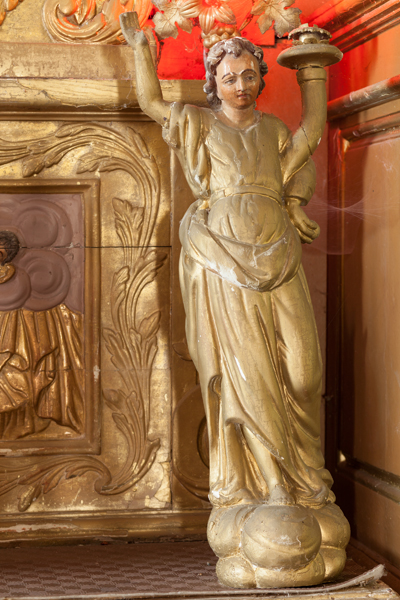
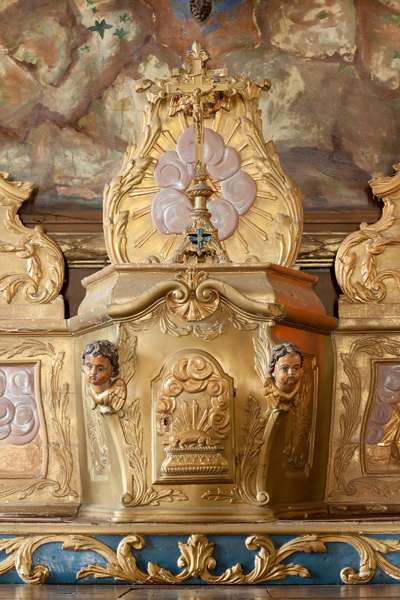
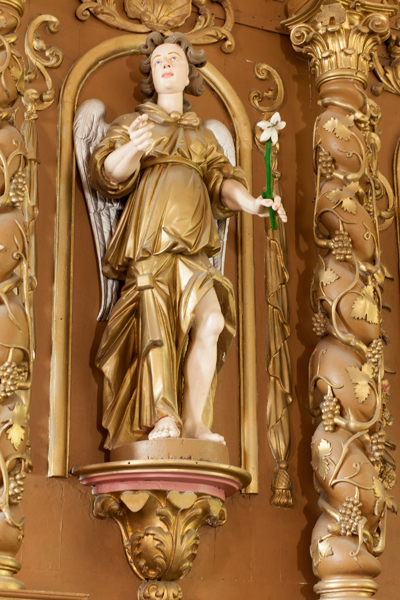
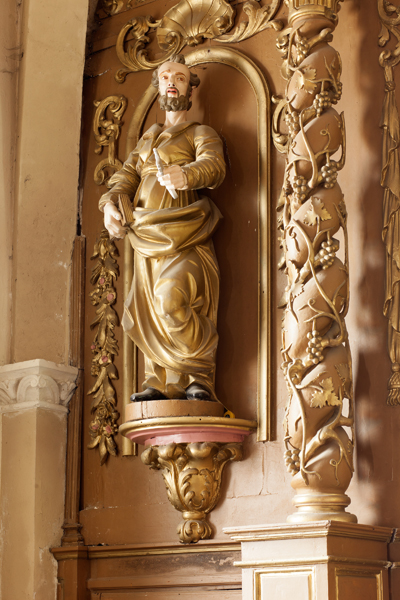
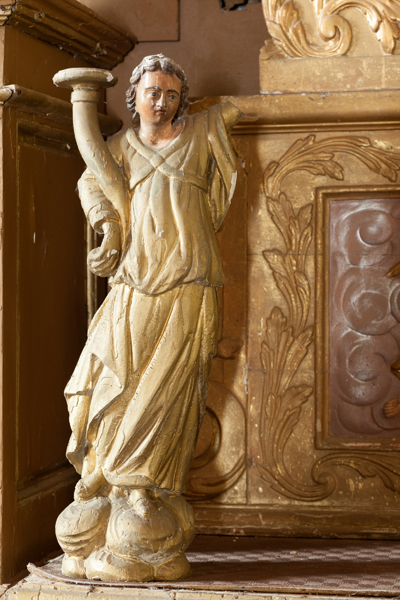
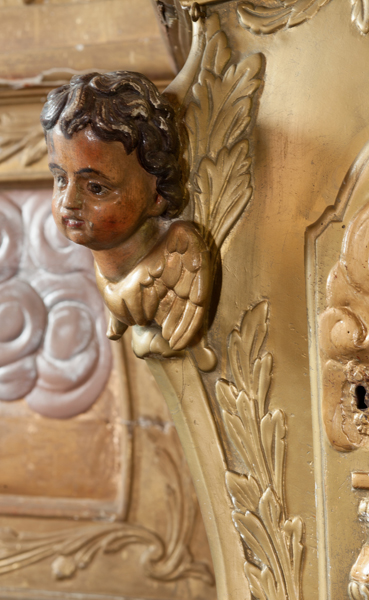
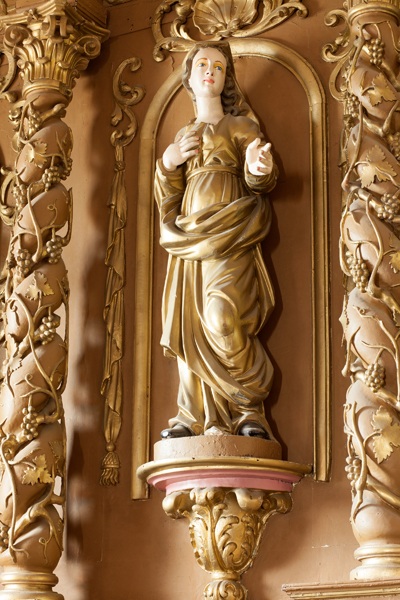
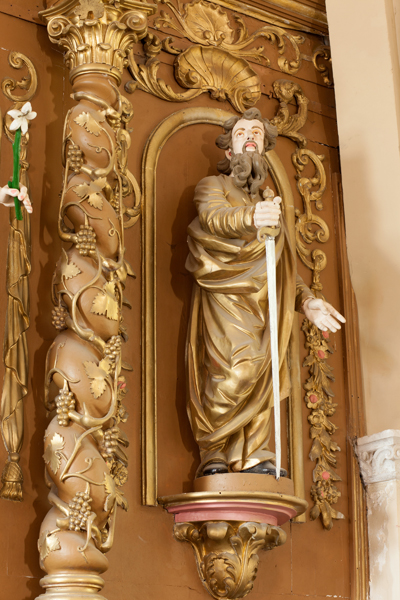